# مملسة كلوسنية
مملسة كلوسنية (الاسم العلمي: Pediococcus claussenii) هي نوع من البكتيريا تتبع جنس المملسة من فصيلة الملبنات.